# Krzysztof Mikołajczak
Krzysztof Mikołajczak (14 ottobre 1984) è uno schermidore polacco, vincitore di una medaglia di bronzo ai campionati mondiali di scherma.

## Palmarès
- Mondiali di scherma

Adalia 2007: bronzo nella spada a squadre.
- Europei di scherma

Copenaghen 2004: argento nella spada a squadre.
Zalaegerszeg 2005: oro nella spada a squadre.
Smirne 2006: argento nella spada a squadre.
Gand 2007: argento nella spada a squadre.